# Woda pitna
Woda pitna – czysta woda, która nadaje się do spożycia (bez zagrożenia dla zdrowia). Powinna ona zawierać odpowiednią ilość soli mineralnych (dlatego woda destylowana, mimo wysokiej czystości, nie nadaje się do celów konsumpcyjnych), a nie zawierać zanieczyszczeń organicznych i nieorganicznych.
W niektórych kontekstach (najczęściej związanych z żeglugą morską) wodę pitną nazywa się wodą słodką (w przeciwstawieniu do słonej wody morskiej).

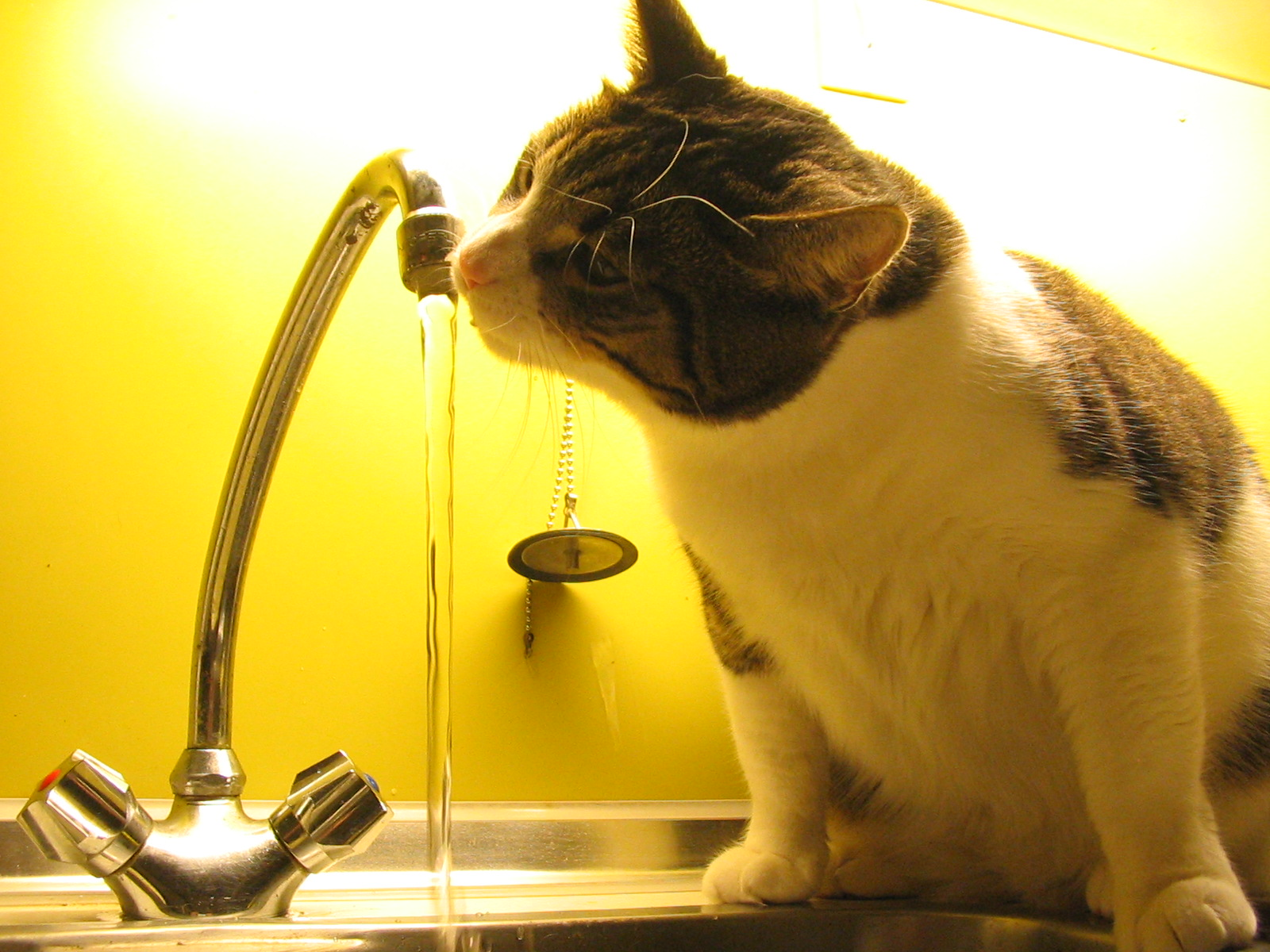
Kot pijący wodę z kranu

## Spożycie
Wypicie bardzo dużej ilości wody pitnej (powyżej 5 litrów w ciągu kilku godzin) może prowadzić do śmierci wskutek hiponatremii. W tak dużych ilościach bezpieczniej pić płyny izotoniczne.

## Historia
Woda była podstawowym napojem człowieka pierwotnego, ale także w czasach starożytnych i średniowiecznych odgrywała decydującą rolę w diecie. Wprawdzie kultura grecka i rzymska preferowały wino, jednak w Cesarstwie Bizantyjskim to właśnie woda stanowiła najczęściej serwowany napój. Pojawiała się na stołach nie tylko ludzi biednych, ale też arystokracji. Traktaty medyczne poświęcili jej m.in. tacy lekarze starożytni i średniowieczni jak Galen, Aecjusz z Amidy i Rufus z Efezu.

## Źródła wody pitnej

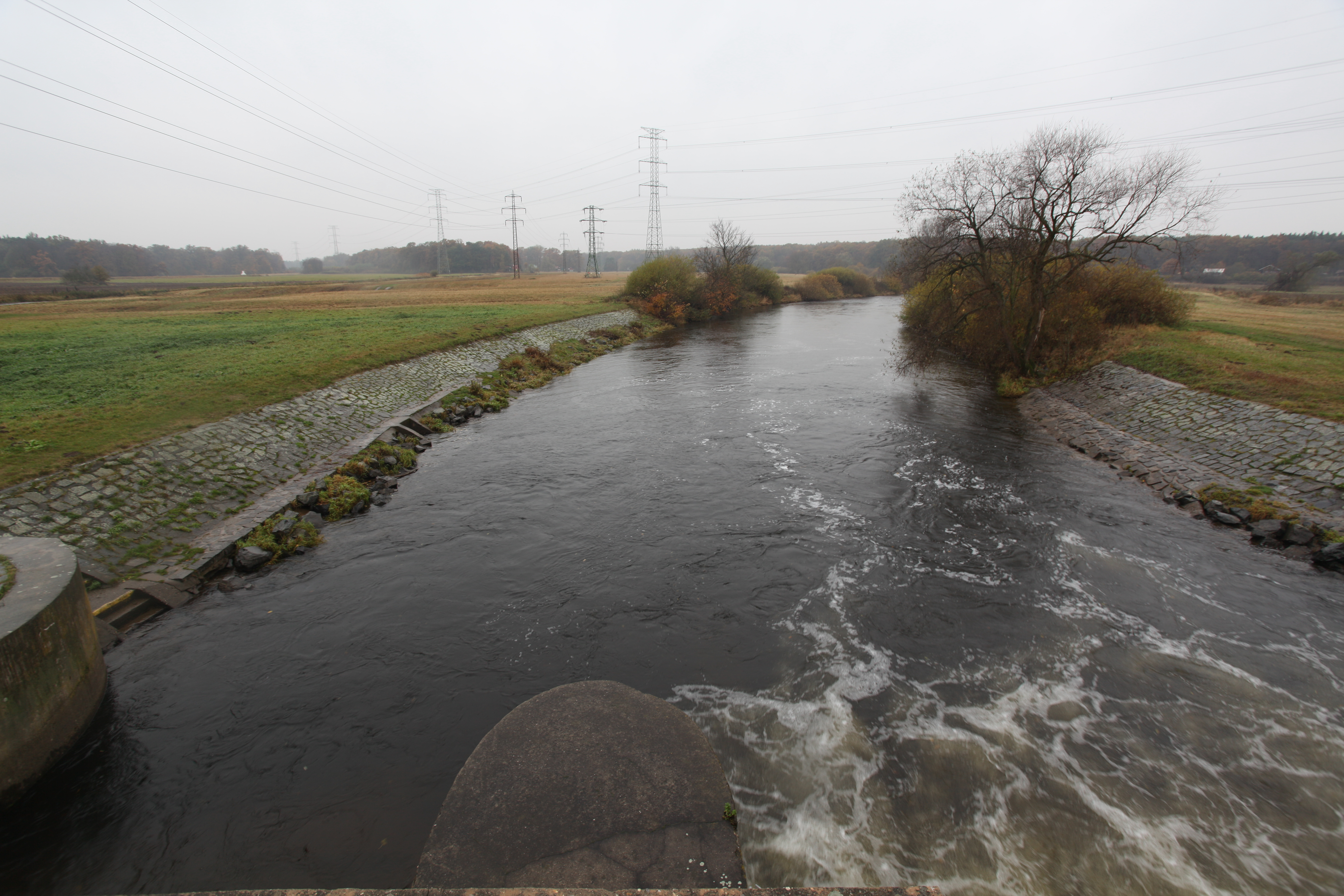
Rzeka Izera w Czechach, źródło wody dla Pragi

Wodę pitną można czerpać ze studni lub innych ujęć, a na terenach zurbanizowanych jej podstawowym rodzajem jest woda wodociągowa. W krajach rozwiniętych coraz powszechniej spożywa się wodę mineralną.
Czasami wodę pitną można uzyskać przez przegotowanie wody powierzchniowej, lecz nie daje to gwarancji unieszkodliwienia wszystkich drobnoustrojów. Spożywanie wody skażonej bakteriologicznie może być przyczyną zatrucia, którego najczęstszymi objawami są nudności, wymioty i biegunka. Żołnierze niektórych armii otrzymują substancje odkażające, które w warunkach polowych umożliwiają im w miarę bezpieczne picie dostępnej wody powierzchniowej (nawet z kałuży).